# Joaquina de Vedruna
Joaquina de Vedruna Vidal, también conocida como Joaquina de Vedruna de Mas (Barcelona, 17 de abril de 1783 - Barcelona, 28 de agosto de 1854) fue una religiosa española, fundadora de la Congregación de las Carmelitas de la Caridad, canonizada en 1959 y venerada como santa por la Iglesia católica.

## Biografía
Joaquina de Vedruna nació en Barcelona el 16 de abril de 1783. Su padre, Don Lorenzo de Vedruna, era un acaudalado miembro de la nobleza catalana y alto cargo del gobierno. Su familia era muy católica. Joaquina, desde muy pequeña, tuvo mucha devoción al Niño Jesús y a las benditas almas. Algo que la caracterizó desde sus primeros años fue un gran amor a la limpieza. No toleraba ninguna mancha de mugre en sus vestidos. Y esto la fue llevando a no tolerar tampoco manchas de pecado en su alma. Por parte de algunos sectores de la Iglesia se ha querido ocultar el origen aristocrático de la familia. Por su gran amor a Dios, quiso ingresar a las Carmelitas Calzadas a la edad de doce años, pero la superiora entendió que no tenía la madurez suficiente para tal decisión, le recomendó ir a casa y hacer caso a sus padres. Tomó matrimonio, a los 16 años, con Teodoro de Mas, de aristocrática familia de Vich, y con él tuvo nueve hijos y bastantes nietos. Teodoro también tenía una vocación religiosa frustrada, y eso los unió mucho. Él era abogado; pero, durante la guerra de la Independencia, tuvo que partir a luchar por España. Por ello, a diferencia de la mayoría de las santas mujeres, que no formaron familia propia, Joaquina se distingue por haber tenido conocimiento del mundo, en cuanto a los que significa tener a sus hijos enfermos, tener dificultades económicas, tener a su marido enfermo, enviudar. A los 47 años fundó la Comunidad de las hermanas Carmelitas de la Caridad, y al morir a los 71 años había fundado conventos, escuelas y hospitales en diversos sitios de España.

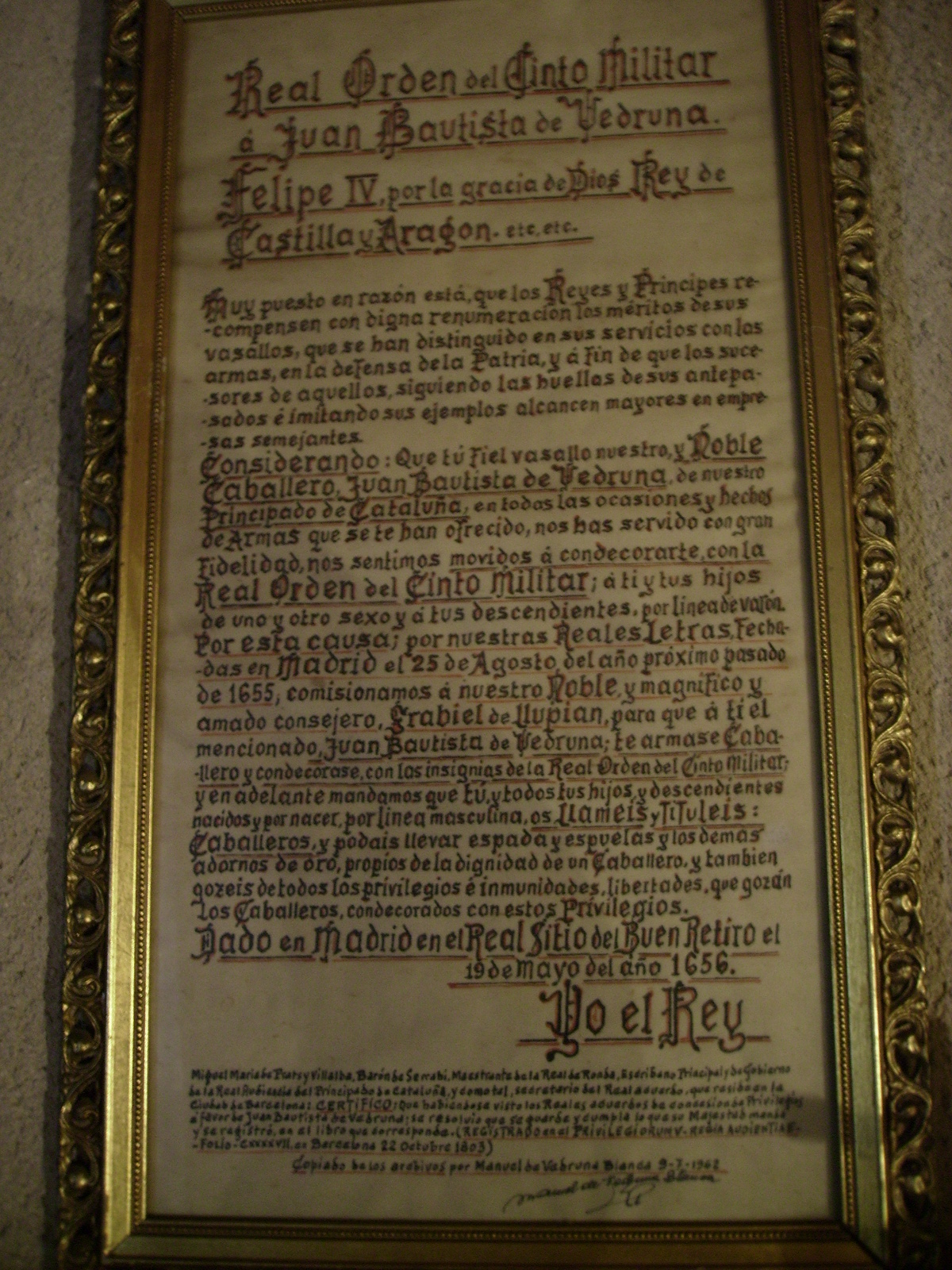
Ennoblecimiento familia vedruna

### Vida religiosa
Tras sacar adelante a sus hijos, Joaquina dedicó el resto de su vida a actividades de enseñanza y asistencia de enfermos. Para lo cual, su director espiritual, el capuchino Esteban de Olot, le sugirió que fundara un instituto de vida consagrada. Y así, en 1826, creó la Congregación de las Hermanas Carmelitas de la Caridad. El obispo de Vich, Pablo Jesús Corcuera, de origen gaditano, le pidió que fuera de inspiración carmelita, por la gran devoción a la Virgen del Carmen que se tenía y aún se tiene en Cádiz. El mismo obispo escribió la regla el 6 de febrero de 1826; y el 26 de febrero de ese mismo año, ella y otras ocho mujeres profesaron los votos.
Tras su destierro en Francia entre 1839 y 1843 a causa de sus ideas carlistas, regresó y fundó veintidós comunidades a pesar de los desafíos provocados por la inestabilidad política. La congregación se expandió por España, Hispanoamérica y Asia. El carisma de Vedruna, que tiene un importante movimiento laical, se orienta a la educación y el cuidado de los enfermos. También envió a un grupo de hermanas para que llevaran su mensaje a un pueblo de la provincia de Buenos Aires (Argentina) llamado Suipacha. También llegaron a ciudades como Zaragoza (España) y fundaron numerosos colegios.

### Fallecimiento y canonización

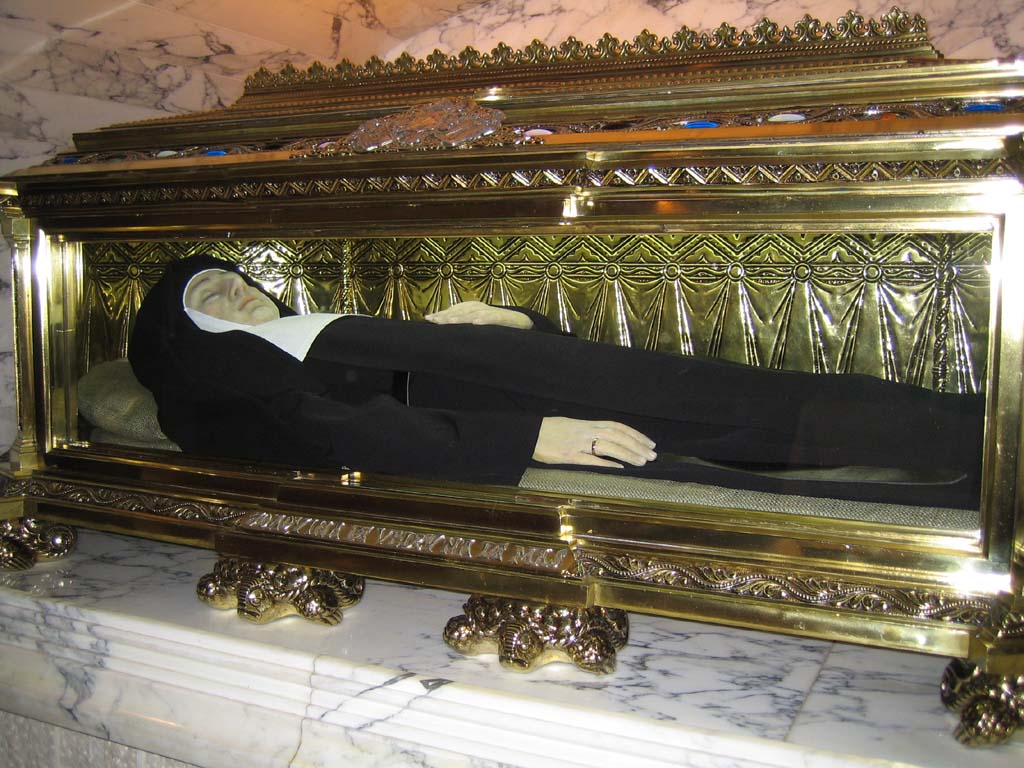
El cuerpo incorrupto de Santa Joaquina de Vedruna en el oratorio del Colegio Vedruna El Manso Escorial en Vic.

Por último, la enfermedad la obligó a abandonar su puesto como superiora de la orden y, aunque falleció debido a un brote de cólera en Barcelona, durante los cuatro últimos años de su vida fue víctima paulatina de parálisis. Falleció el 28 de agosto de 1854 a la edad de 71 años.
Joaquina era conocida por su gran sentido de la oración, confianza profunda en Dios y caridad desinteresada. Fue beatificada por el papa Pío XII en 1940 y canonizada en 1959 por el papa Juan XXIII.